# Soosiulus maroniensis
Soosiulus maroniensis är en insektsart som beskrevs av Young 1977. Soosiulus maroniensis ingår i släktet Soosiulus och familjen dvärgstritar. Inga underarter finns listade i Catalogue of Life.